# Golo Brdo (Brda)
Golo Brdo é um assentamento localizado no município de Brda na Eslovênia. Possuía uma população estimada de 24 habitantes em 2020.